# Lagynochthonius annamensis
Lagynochthonius annamensis es una especie de arácnido  del orden Pseudoscorpionida de la familia Chthoniidae.

## Distribución geográfica
Se encuentra en Vietnam.